# Marcel Russenberger
Marcel Russenberger (Merishausen, 5 settembre 1958) è un ex ciclista su strada svizzero, professionista dal 1982 al 1986. In carriera non colse alcuna vittoria, ma ottenne alcuni piazzamenti come il sesto alla Coppa Bernocchi 1983, l'ottavo alla Milano-Torino 1983, il nono nella classifica generale della Tirreno-Adriatico 1982 e il decimo al Grand Prix d'Ouverture La Marseillaise 1982.

## Palmarès

### Altri successi
- 1984 (Cilo)

Route des vins-G.P. Privas

## Piazzamenti

### Grandi Giri
- Giro d'Italia

1984: 133º
- Tour de France

1982: 119º
1983: 87º
1984: 123º

### Classiche monumento
- Milano-Sanremo

1982: 47º
- Giro delle Fiandre

1982: 32º
- Liegi-Bastogne-Liegi

1983: 25º

### Competizioni mondiali
- Campionati del mondo

Altenrhein 1983 - In linea Professionisti: ritirato